# Eren Elmalı
Eren Elmalı, né le 7 juillet 2000 à Istanbul, est un footballeur international turc qui évolue au poste d'arrière gauche à Galatasaray SK.

## Biographie

### Carrière en club
Passé par les centres de formation du Kartalspor puis du Kasımpaşa, Elmalı signe son premier contrat professionnel avec ces derniers en 2019. Il fait ensuite ses débuts senior en prêt au Silivrispor (en) avec  qu il prend part à la saison saison 2019-20 de quatrième division turque. 
De retour avec Kasımpaşa pour la saison 2020-21, il fait ses débuts professionnels avec le club stanbouliote le 15 décembre 2020, lors d'une victoire 5-0 en Coupe de Turquie contre le Muğlaspor (en).
Mais avec seulement 6 matchs cette saison, c'est lors de la suivante qu'Eren Elmalı va connaitre son essor, cumulant cette fois-ci 35 matchs ,1 but et 4 passes décisives avec le club de Süper Lig, attirant le regards de plusieurs clubs qui jouent les premières places du championnat,,,.

### Carrière en sélection
Déjà international avec les espoirs turc — jouant 4 matchs avec la sélection lors de la saison de sa révélation —, Elmalı est appelé en équipe senior par Stefan Kuntz en juin 2022, pour les matches de Ligue des nations de cet été.
Il fait ses débuts avec la Turquie le 8 juin 2022, remplaçant Ferdi Kadıoğlu à la 76e minute d'une victoire 6-0 contre la Lituanie en Ligue des nations.

## Style de jeu
Arrière latéral évoluant préférentiellement sur le côté gauche, Elmalı est décrit comme un joueur technique et travailleur.

## Palmarès
Galatasaray SK
- Coupe de Turquie (1) :
  - Vainqueur : 2025[7]